# Villa Romana de Nossa Senhora da Tourega
A Villa Romana de Nossa Senhora da Tourega, ou Villa Romana da Tourega, é o que resta de uma vila romana localizada na freguesia de Nossa Senhora da Tourega e Nossa Senhora de Guadalupe (na antiga freguesia de Nossa Senhora da Tourega), no município e distrito de Évora.
A Villa Romana da Tourega está classificada como Sítio de Interesse Público desde 2012.

## Descrição
Estava situada num território privilegiado de Ebora Liberalitas Julia (actual Évora), junto à estrada romana com destino a Salácia (actual Alcácer do Sal) e distando somente cinco quilómetros da estrada romana para Pax Julia.
Terá sido património de pessoas de classe senhorial ligada à exploração da terra entre o século I e o IV. Grosso modo, a vila era uma propriedade rural do período de ocupação romana da península Ibérica, semelhante aos montes alentejanos actuais, constituída por um conjunto de habitações para residência dos proprietários e dos seus trabalhadores, bem como equipadas com banhos privativos dada a importância que os romanos sempre deram à higiene e aos cuidados de saúde.
Na sua máxima extensão a vila ocuparia uma área de cerca de quinhentos metros quadrados, com termas duplas, para ambos os sexos, com salas e tanques de banhos frios e quentes. Restam hoje três tanques de banhos, de planta rectangular, construídos por muros de argamassa, tendo o mais largo 24,5 metros de comprimento e sobre 4,6 metros de largura.
Apresentava uma estrutura interna muito complexa, tal como demonstraram as escavações levadas a cabo sobretudo na zona termas. Foram identificadas três fases de construção deste espaço.

## Localização
A cerca de 12 Km da cidade de Évora, pode-se encontrar esta vila romana através de um desvio de terra batida existente na estrada de ligação às Alcáçovas, perto da ribeira de Valverde. Também se pode lá chegar a pé ou de bicicleta através de um percurso pedonal com placas indicativas a partir de Valverde (Évora).